# کاملاً هوشیار
"کاملاً هوشیار" (به انگلیسی: Wide Awake) نام یک ترانه از خواننده آمریکایی، کیتی پری از سومین آلبوم استودیویی وی، رؤیای نوجوانی است. این تک‌اهنگ نامزد جایزه بهترین اجرای پاپ تک‌نفره گرمی ۲۰۱۳ شد.